# Eacles ormondei
Espèce
Eacles ormondei est une espèce de lépidoptères appartenant à la famille des Saturniidae. Ce papillon vit sur les continents américains ; son aire de répartition va du Mexique à la Bolivie.